# Liste von Kabel-Eins-Doku-Sendungen
Die folgende Liste von Kabel-Eins-Doku-Sendungen enthält zahlreiche Sendungen des seit September 2016 bestehenden deutschen Fernsehsenders Kabel Eins Doku. Nicht berücksichtigt wurden dabei Call-in- und Werbesendungen.

## Aktuelle Sendungen
- Achtung Kontrolle! - Einsatz für die Ordnungshüter (seit April 2018)
- Akte Mord – Ermittler auf Beweisjagd (seit Oktober 2017)
- Amazing Spaces – Große Ideen für kleine Räume (seit April 2017)
- American Restoration (seit Oktober 2017)
- Ancient Aliens – Unerklärliche Phänomene (seit Juli 2017)
- Anthony Bourdain – Kulinarische Abenteuer (seit September 2016)
- Auf der Spur der Killerhaie (seit November 2017)
- Auf der Suche nach dem Monsterfisch (seit November 2017)
- Der Business-Retter - Auf Erfolgskurs mit Marcus Lemonis (seit Juli 2017)
- Cold Blood - DNA des Verbrechens (seit Oktober 2017)
- Echte Teufelskerle – Männer am Limit (seit November 2017)
- Einfach überirdisch! (seit September 2017)
- Entdeckt! – Geheimnisvolle Orte (seit September 2016)
- F.B.I. – Dem Verbrechen auf der Spur (seit Oktober 2017)
- Fatales Vertrauen – Dem Mörder so nah (seit Juli 2017)
- Fish Tank Kings – Gigantische Wasserwelten (seit November 2017)
- Die geheimnisvolle Welt der Spionage (seit September 2017)
- Gordon Ramsay – Chef ohne Gnade (seit November 2017)
- Great Crimes & Trials - Die schrecklichsten Verbrechen der Welt (seit Oktober 2017)
- Homicide Hunter – Dem Mörder auf der Spur (seit April 2017)
- Horror Trips – Wenn Reisen zum Albtraum werden (seit Juni 2017)
- In Teufels Küche mit Gordon Ramsay (seit Oktober 2017)
- King Fishers (seit November 2017)
- Kultautos - Die Werkstatt-Künstler (Originaltitel: Restoration Garage) (seit Februar 2018)
- Kultautos – Die Werkstatt-Profis (seit Oktober 2017)
- Mega Breakdown – Recycling XXL (seit Juli 2017)
- Mega-Bauwerke (seit Dezember 2017)
- Mein neues Leben (seit November 2017)
- Mein Revier – Ordnungshüter räumen auf (seit März 2018)
- Moderne Wunder (seit September 2016)
- Oak Island – Fluch und Legende (seit Oktober 2017)
- Rätselhafte Geschichte (seit Juli 2017)
- Reisen auf eigene Gefahr (seit November 2017)
- Restoration Man – Retter der Ruinen (seit Juli 2017)
- Ross Kemp: Nahostkonflikt (seit September 2017)
- Die schrecklichsten Verbrechen der Welt – Großbritannien (seit Oktober 2017)
- Silent War - Der Kalte Krieg unter Wasser (Dezember 2017)
- Spiegel TV Thema (seit November 2017)
- Stellungswechsel: Job bekannt, fremdes Land (seit November 2017)
- Trucker Babes Austria (seit Dezember 2019)
- Unreported World (seit April 2017)
- Wussten Sie eigentlich … ? (seit September 2016)

## Pausierende Sendungen
- American Lawmen – Männer des Gesetzes
- Augenzeugen eines Hurrikans
- Bomb Hunters – Die Bombenjäger
- Boneyard – Schmiede der Erneuerung
- Chronologie des Grauens – Kein Fall bleibt ungelöst (Murder Book, Februar 2017–Mai 2019)[2]
- Expedition Unknown: Jagd auf den Yeti
- Das Doku Magazin – täglich mehr verstehen
- Die geheimen Operationen der CIA
- In Deckung – Die Sprengprofis
- Die Kennedy-Akten
- Moderne Wunder – Rund ums Essen
- Morde, die Schlagzeilen machten – Schuldig im Rampenlicht
- Paradiese gestern und heute
- Die Antiquitätenjäger – Aus alt mach Geld
- Dokuwelt Wissen
- Es war Mord!
- Expedition ins Unbekannte (2015)
- Historische Katastrophen – Wenn Wetter die Welt verändert
- Hitler – Verführer der Massen
- Im Auge des Tornados
- Die investigative Reportage
- Katastrophale Konstruktionen
- Kopf und Kragen für Kaffee
- Mayday – Alarm im Cockpit
- Militärschiffe
- Monumentale Mysterien
- Der Mumienjäger
- Notruf in New Orleans
- Die Ozeankrieger
- Retter der Ruinen – Restoration Home
- Skurrile Kost: Kulinarische Reisen
- Spiegel TV Reportage
- Superschiffe
- Unterwegs in Sachen Alkohol
- Verschwörungstheorien
- Wohnmobil-Extravaganza
- Die Söldner – Geschäfte mit dem Krieg
- Superflugzeuge
- Toto & Harry – Die Zwei vom Polizeirevier (Dezember 2018–Dezember 2019)[3]
- Der Wilde Westen – Die wahre Geschichte

## Geplante Sendungen
- In Teufels Küche mit Gordon Ramsay – Kulinarische Weltreise (8. Dezember 2017)
- Die schrecklichsten Verbrechen der Welt – Australien (13. Dezember 2017)
- Tödliche Duelle (15. Dezember 2017)
- Schlösser und ihre Geheimnisse (18. Dezember 2017)